# گوستون (پرییپویه)
گوستون (به صربی: Gostun) یک منطقهٔ مسکونی در صربستان است که در پریژپولجه واقع شده‌است. گوستون ۳٫۸۳ کیلومتر مربع مساحت و ۶۴ نفر جمعیت دارد و ۷۴۴ متر بالاتر از سطح دریا واقع شده‌است.